# Miejski Zakład Komunikacyjny w Bielsku-Białej

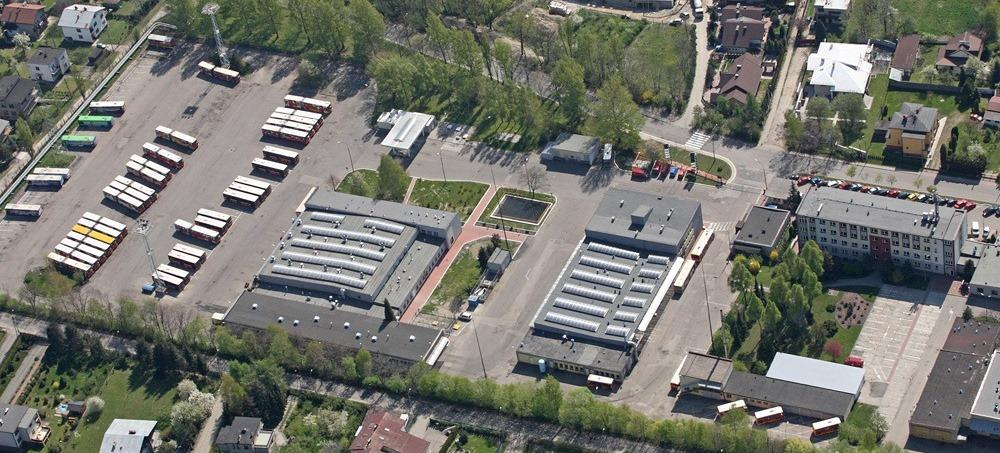
Widok na zajezdnię przy ulicy Długiej z lotu ptaka

Miejski Zakład Komunikacyjny w Bielsku-Białej sp. z o.o. (do 2019 roku jako zakład budżetowy miasta Bielsko-Biała) – główny operator komunikacji miejskiej w Bielsku-Białej.
Spółka poza obsługą komunikacji w mieście funkcjonuje w identycznej formie w miejscowościach znajdujących się obok Bielska-Białej. Są to: Bystra, Czechowice-Dziedzice, Wilkowice oraz Mazańcowice.

## Historia
Miejski Zakład Komunikacyjny powstał na bazie poprzednika – Miejskiego Przedsiębiorstwa Komunikacyjnego, którego postawiono w stan likwidacji. Wiązało się to z przywróceniem samorządów gminnych w Polsce. Stało się to 1 lipca 1991, wówczas to MZK, z ramienia jednostki budżetowej Urzędu Miejskiego Bielsko-Biała przejęło obowiązki i organizację transportu miejskiego.
Po transformacji ustrojowej postanowiono zreorganizować funkcjonowanie komunikacji autobusowej. Wiązało się to z likwidacją połączeń przynoszących straty; dotyczyło to kursów do zakładów pracy, podmiejskich (większość została przejęta przez PKS w Bielsku-Białej) oraz tych, które dublowały się. Ponadto postanowiono uruchomić linie, które miały na celu połączyć słabo skomunikowane osiedla z komunikacją miejską – były to m.in. osiedla: Polskich Skrzydeł, Sarni Stok oraz Langiewicza. Ponadto zauważono możliwość „zarobku” na reklamach – zaczęto umieszczać reklamy na pojazdach. Początkowo były one niewielkie, lecz z biegiem czasu ewoluowały do rozmiaru, w których zaczęły zajmować całą boczną i tylną powierzchnię autobusu.
W 2004 roku ustalono malaturę pojazdów – od tamtej pory autobusy jeździły w biało-czerwono-żółtych barwach, które odnosiły się do barw flagi Bielska-Białej. Dyskusję sprowokowała dostawa sześciu Solaris Urbino 12 drugiej generacji z 2002 roku w zielono-niebieskich barwach; narzucano ich barwy innym pojazdom, co spowodowało kontrowersje wśród mieszkańców.

### Pierwsze dostawy autobusów

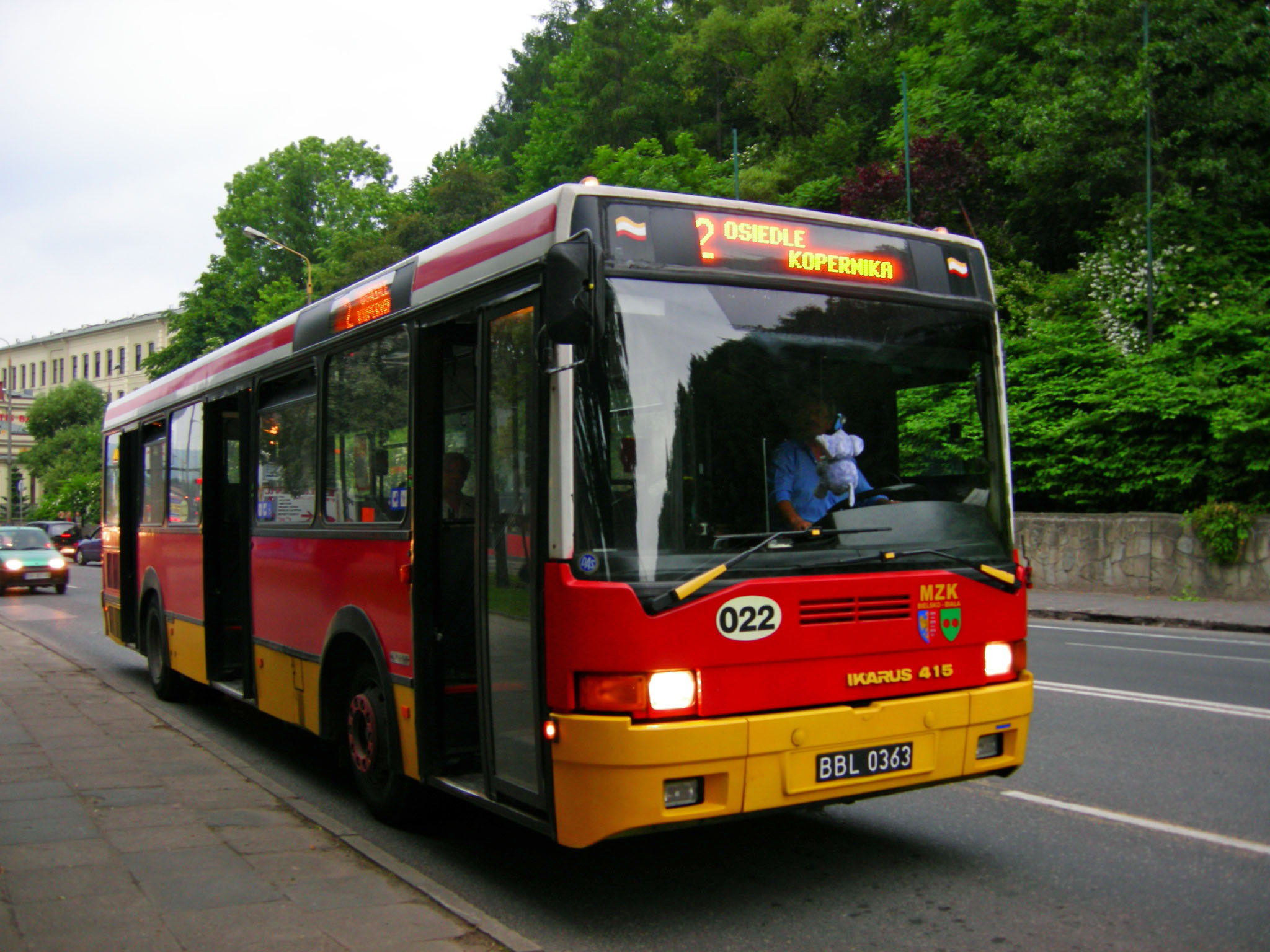
Ikarus 415.14B #022 na ulicy Partyzantów

W pierwszych latach od przekształcenia przedsiębiorstwa postanowiono zmodernizować flotę. W tym celu zakupiono autobusy marki Ikarus, które swoimi parametrami nadawały się do obsługi miasta o górzystej topografii. W 1993 roku przyjechała pierwsza dostawa autobusów przegubowych – był to model 280.37 oznaczony numerem taborowym #001-#010. Rok później dostarczono model 280.37B, który wyróżniał się od poprzedników zmienioną skrzynią biegów. Otrzymały one numerację #011-#020.
W nadchodzących latach dyrekcja MZK ujednolicała tabor, bowiem to właśnie Ikarusy były podstawą floty. W 1995 roku zamówiono kilkanaście sztuk 415.14B. Rokrocznie dokupowano kolejne egzemplarze różniące się poszczególnymi specyfikacjami. Względy mobilności dla osób niepełnosprawnych przesądziły, aby w zamówieniach uwzględniać niskopodłogowe pojazdy – w takim wypadku zakupiono Ikarusy 405.03, 411.08 (MZK posiadała dwa z wyprodukowanych sześciu egzemplarzy) oraz 412.08B. Dzięki temu rozwiązaniu przewoźnik mógł uwzględnić gwarancję kursów niskopodłogowych – oznaczane w rozkładach jazdy na przystankach literą i.
Pod koniec lat 90. do zakładu zostało sprowadzonych dziewięć sztuk niskopodłogowych MAN NL 222 posiadających pod maską 220 KM.

### Modernizacja taboru
Mimo dokupowania nowoczesnych autobusów na ówczesne standardy w latach dwutysięcznych (tj. 20 sztuk Mercedesów 0530 Facelift, 15 sztuk Solarisów Urbino 12 III generacji, 10 sztuk Mercedesów Benz Conecto LF A30, 6 sztuk przegubowych Mercedesów O530G Facelift czy kilka egzemplarzy Jelczów M081MB3 Vero i Autosanów A8V.03.01 Wetlina) – przewoźnik skupiał się na modernizacji taboru. Wówczas to likwidowano stare pojazdy, m.in. są to Jelcze PR110 (ostatni został wycofany w 2007 roku) czy dwa egzemplarze Mercedes-Benz O305G (o numerach taborowych #733 i #734). 

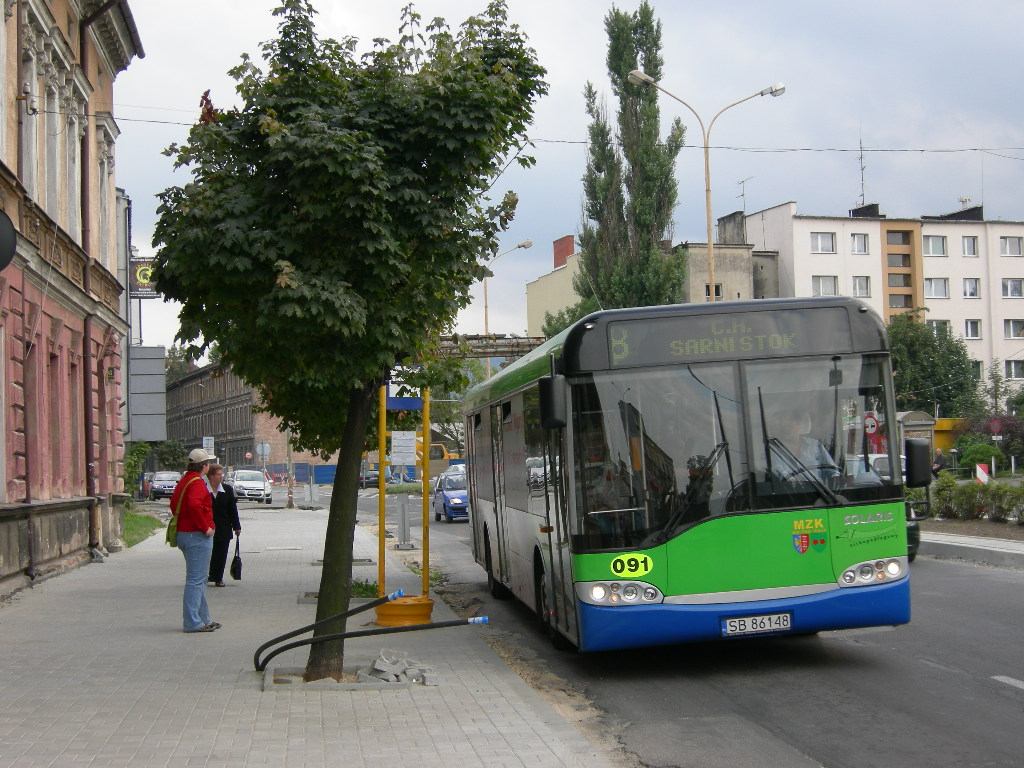
Wycofany z eksploatacji Solaris Urbino 12 #091 II generacji w starym malowaniu.Przystanek przy pl. Mickiewicza

W połowie lat 10. XXI wieku MZK stanął przed wyzwaniem modernizacji taboru, w którym większość pojazdów była przestarzała technologicznie; Ikarusy zamówione w latach 90. miały w większości około 20 lat. W tym celu zamówiono 38 sztuk autobusów mających na celu zastąpić wysłużone pojazdy wystawione na sprzedaż. Sprowadzono do Bielska-Białej Solaris Urbino 18 IV generacji w liczbie 10 egzemplarzy oraz Solaris Urbino 12, których spółka zamówiła 28 sztuk. Finalnie oznaczało to koniec wykorzystywania pojazdów marki Ikarus przez MZK.
22.08.2018 roku zostało zorganizowane pożegnanie autobusów marki Ikarus w Bielsku- Białej. W pożegnalne kursy został zadysponowany ostatni wóz Węgierskiej marki na stanie MZK- Ikarus 280.70E #060, którego numer oznaczał liczbę lat, w jakich węgierskie pojazdy podróżowały po bielskich ulicach.
19 Października 2018r. wóz został wywieziony na złom w Zawierciu, tak zakończyła się Węgierska historia w MZK
W 2021 roku przewoźnik ogłosił przetarg, w którym finalnie podpisano umowę na zakup pięciu Solarisów Urbino 12 IV generacji. Pojazdy zostały dostarczone w październiku tego samego roku.
W tym samym roku MZK ogłosiło przetarg na zakup 4 sztuk autobusów przegubowych. Przetarg wygrała firma Solaris dostarczając w 2022 roku 4 Solarisy Urbino 18  IV generacji (Facelift).    

### Zmiany w przebiegach linii
Początek XXI wieku obfitował w wiele zmian; postanowiono skomunikować nowo otwarty Szpital Wojewódzki funkcjonującymi liniami – są to nr 1, 12, 23, które miały za zadanie wzmocnić siatkę połączeń do placówki medycznej. Wiele połączeń kończących trasę przy dworcu kolejowym i dworcu autobusowym zostało wydłużonych do nowo otwartych galerii handlowych i hipermarketów.
Uruchamiano połączenia mające na celu skomunikować regiony peryferyjne miasta. Powstały linie, które pozwalały mieszkańcom łatwiej dostać się m.in. do Lipnika, Kamienicy czy Akademii Techniczno-Humanistycznej znajdującej się w Mikuszowicach. Przywrócono połączenia podmiejskie, które kursowały do Mazańcowic, Międzyrzecza Dolnego oraz do Czechowic-Dziedzic.
W 2014 roku uruchomiono dwa nowe połączenia; są to linie 37 i 38 (zlikwidowane po pierwotnym zawieszeniu ich obsługi spowodowanej pandemią COVID-19). W ramach obsługi linii pracowniczych przewoźnik otworzył trzy połączenia, które zostały oznaczone literą P.
Od października 2021 roku zmieniono końcowe przystanki w liniach 24 oraz 10, które poprzednio kończyły swoje trasy odwrotnie. Pierwsza z wymienionych zaczęła kończyć trasę na przystanku Mikuszowice Śląskie, a druga przy uczelni ATH.

## Tabor
Spis taboru (06.02.2025)
| Model autobusu                                                  | Niska podłoga                                                   | Informacja pasażerska                                           | Monitoring                                                      | Klimatyzacja                                                    | Rok zakupu                                                      | Liczba pojazdów eksploatowanych                                 | Numery boczne                                                   | Typ eksploatacji                                              |
| --------------------------------------------------------------- | --------------------------------------------------------------- | --------------------------------------------------------------- | --------------------------------------------------------------- | --------------------------------------------------------------- | --------------------------------------------------------------- | --------------------------------------------------------------- | --------------------------------------------------------------- | ------------------------------------------------------------- |
| Solaris Urbino 12 III W2                                        | przewóz osób na wózkach                                         | system informacji pasażerskiej                                  |                                                                 |                                                                 | 2006                                                            | 10                                                              | #092-#101                                                       | przewozy miejskie i podmiejskie                               |
| Jelcz M081MB                                                    | przewóz osób na wózkach                                         | system informacji pasażerskiej                                  |                                                                 |                                                                 | 2006–2007                                                       | 5                                                               | #102-#105, #107-#108                                            | obsługa linii peryferyjnych, linii nocnych, linii specjalnych |
| Mercedes Benz O530K Facelift A26                                | przewóz osób na wózkach                                         | system informacji pasażerskiej                                  |                                                                 |                                                                 | 2007                                                            | 10                                                              | #109-#118                                                       | przewozy miejskie i podmiejskie                               |
| Mercedes Benz O530 Facelift A30                                 | przewóz osób na wózkach                                         | system informacji pasażerskiej                                  | monitoring                                                      |                                                                 | 2008                                                            | 10                                                              | #119-#128                                                       | przewozy miejskie i podmiejskie                               |
| Solaris Urbino 12 III W69                                       | przewóz osób na wózkach                                         | system informacji pasażerskiej                                  | monitoring                                                      |                                                                 | 2009                                                            | 5                                                               | #129-#133                                                       | przewozy miejskie i podmiejskie                               |
| Autosan A8V.03.01 Wetlina City                                  | przewóz osób na wózkach                                         | system informacji pasażerskiej                                  | monitoring                                                      |                                                                 | 2009                                                            | 3                                                               | #134-#136                                                       | obsługa linii specjalnych                                     |
| Mercedes Benz O530G Facelift B4                                 | przewóz osób na wózkach                                         | system informacji pasażerskiej                                  | monitoring                                                      |                                                                 | 2010–2011                                                       | 6                                                               | #137-#142                                                       | przewozy miejskie i podmiejskie                               |
| Mercedes Benz O530G Facelift B2                                 | przewóz osób na wózkach                                         | system informacji pasażerskiej                                  | monitoring                                                      |                                                                 | 2011                                                            | 4                                                               | #143-#146                                                       | przewozy miejskie i podmiejskie                               |
| Mercedes Benz Conecto LF A30                                    | przewóz osób na wózkach                                         | system informacji pasażerskiej                                  | monitoring                                                      |                                                                 | 2011                                                            | 10                                                              | #147-#156                                                       | przewozy miejskie i podmiejskie                               |
| Iveco Daily 70C17 / SKD Stratos LF 38                           | przewóz osób na wózkach                                         | system informacji pasażerskiej                                  | monitoring                                                      | klimatyzacja przestrzeni pasażerskiej                           | 2015, 2017                                                      | 3                                                               | #157, #216, #217                                                | obsługa linii peryferyjnych, linii nocnych, linii specjalnych |
| Scania OmniCity CN230UB 4{\displaystyle \times }2 EB            | przewóz osób na wózkach                                         | system informacji pasażerskiej                                  | monitoring                                                      | klimatyzacja przestrzeni pasażerskiej                           | 2015                                                            | 8                                                               | #158, #160-#165 #167                                            | przewozy miejskie i podmiejskie                               |
| Solaris Urbino 18 IV                                            | przewóz osób na wózkach                                         | system informacji pasażerskiej                                  | monitoring                                                      | klimatyzacja przestrzeni pasażerskiej                           | 2016–2017                                                       | 10                                                              | #168-#177                                                       | przewozy miejskie i podmiejskie                               |
| Solaris Urbino 12 IV                                            | przewóz osób na wózkach                                         | system informacji pasażerskiej                                  | monitoring                                                      | klimatyzacja przestrzeni pasażerskiej                           | 2016–2017                                                       | 38                                                              | #178-#217                                                       | przewozy miejskie i podmiejskie                               |
| Solaris Urbino 12 IV Fl                                         | przewóz osób na wózkach                                         | system informacji pasażerskiej                                  | monitoring                                                      | klimatyzacja przestrzeni pasażerskiej                           | 2021                                                            | 5                                                               | #218-#222                                                       | przewozy miejskie i podmiejskie                               |
| Solaris Urbino 18 IV Fl                                         | przewóz osób na wózkach                                         | system informacji pasażerskiej                                  | monitoring                                                      | klimatyzacja przestrzeni pasażerskiej                           | 2022                                                            | 4                                                               | #223-#226                                                       | przewozy miejskie i podmiejskie                               |
| Mercedes- Benz eVito Tourer/CMS Auto                            | przewóz osób na wózkach                                         | system informacji pasażerskiej                                  |                                                                 | klimatyzacja przestrzeni pasażerskiej                           | 2024                                                            | 5                                                               | #935-#939                                                       | obsługa przewozów specialnych                                 |
| Razem                                                           | Razem                                                           | Razem                                                           | Razem                                                           | Razem                                                           | Razem                                                           | Razem                                                           | Razem                                                           | 136                                                           |
| Autobusy przystosowane do przewozu osób na wózkach inwalidzkich | Autobusy przystosowane do przewozu osób na wózkach inwalidzkich | Autobusy przystosowane do przewozu osób na wózkach inwalidzkich | Autobusy przystosowane do przewozu osób na wózkach inwalidzkich | Autobusy przystosowane do przewozu osób na wózkach inwalidzkich | Autobusy przystosowane do przewozu osób na wózkach inwalidzkich | Autobusy przystosowane do przewozu osób na wózkach inwalidzkich | Autobusy przystosowane do przewozu osób na wózkach inwalidzkich | 100% (136/136)                                                |
| Autobusy z głosowymi zapowiedziami przystanków                  | Autobusy z głosowymi zapowiedziami przystanków                  | Autobusy z głosowymi zapowiedziami przystanków                  | Autobusy z głosowymi zapowiedziami przystanków                  | Autobusy z głosowymi zapowiedziami przystanków                  | Autobusy z głosowymi zapowiedziami przystanków                  | Autobusy z głosowymi zapowiedziami przystanków                  | Autobusy z głosowymi zapowiedziami przystanków                  | 97% (132/136)                                                 |
| Autobusy z monitoringiem wizyjnym                               | Autobusy z monitoringiem wizyjnym                               | Autobusy z monitoringiem wizyjnym                               | Autobusy z monitoringiem wizyjnym                               | Autobusy z monitoringiem wizyjnym                               | Autobusy z monitoringiem wizyjnym                               | Autobusy z monitoringiem wizyjnym                               | Autobusy z monitoringiem wizyjnym                               | 78% (106/136)                                                 |
| Autobusy z klimatyzacją przestrzeni pasażerskiej                | Autobusy z klimatyzacją przestrzeni pasażerskiej                | Autobusy z klimatyzacją przestrzeni pasażerskiej                | Autobusy z klimatyzacją przestrzeni pasażerskiej                | Autobusy z klimatyzacją przestrzeni pasażerskiej                | Autobusy z klimatyzacją przestrzeni pasażerskiej                | Autobusy z klimatyzacją przestrzeni pasażerskiej                | Autobusy z klimatyzacją przestrzeni pasażerskiej                | 60% (81/136)                                                  |